# Rotstirnsittich
Der Rotstirnsittich (Bolborhynchus ferrugineifrons) ist eine Art der Neuweltpapageien. Er kommt nur in einem sehr kleinen Verbreitungsgebiet in Südamerika vor. Die Art wird von der IUCN als gefährdet (vulnerable) eingestuft. Der aktuelle Bestand wird auf nur noch 2.000 bis 4.000 Individuen geschätzt. Über die Lebensweise im Freiland ist sehr wenig bekannt.

## Erscheinungsbild
Der Rotstirnsittich erreicht eine Körperlänge von 18 Zentimetern. Entlang der Schnabelbasis verläuft auf der Stirn, den Zügeln, den Wangen und dem Kinn ein rostrotes Band. Rückengefieder sowie Scheitel, Hinterkopf und Nacken sowie Flügelbug, Flügeldecken und Schwingen sind dunkelgrün. 
Der Schnabel ist grau und hellt zur Spitze zu einem Horngelb auf. Der nackte Augenring ist grau. Die Iris sind dunkelbraun. Die Füße sind gelblichgrau. 

## Verbreitungsgebiet
Der Rotstirnsittich kommt ausschließlich in den kolumbianischen Zentralanden vor. Das Verbreitungsgebiet beträgt nur 3.200 Quadratkilometer und ist stark fragmentiert. Die meisten Beobachtungen werden in der Region des Vulkanmassivs Ruiz-Tolima im Gebiet von Tolima, Risaralda, Quindío und Caldas gemacht. Zum Verbreitungsschwerpunkt zählt unter anderem der Nationalpark Los Nevados.

## Belege